# Национальная академия филателии
Национальная академия филателии (НАФ) России — российская общественная организация, объединяющая профессионалов-коллекционеров и посвящённая популяризации и продвижению филателии и смежных дисциплин в обществе.

## Структура и персоналии
Презентация НАФ общественности состоялась 19 июля 2006 года в московском книжном магазине «Библио-Глобус». Организация официально зарегистрирована Министерством юстиции России 30 ноября того же года. В мае 2007 года утверждены положения о приёме в члены Академии, о статусе действительного и почётного члена Академии, о наградах и почётных званиях.
Президентом Академии является Андрей Вадимович Стрыгин — доктор экономических наук, профессор кафедры экономики автомобильного транспорта МАДИ, главный редактор журнала «Мир марок и монет». Вице-президенты — Валерий Борисович Загорский и Дмитрий Александрович Дубовик.

#### Попечительский совет НАФ
Председатель Попечительского совета НАФ:
- Игорь Давыдович Панфилов — профессор, доктор экономических наук, заместитель председателя Российского фонда мира, председатель попечительного совета Фонда народных художественных промыслов России, председатель правления редакционного совета журнала «Мир марок и монет», заместитель председателя правления редакционного совета журнала «Международная экономика».

Члены Попечительского совете НАФ:
- Людмила Бакаютова[3] — экс-директор федерального государственного бюджетного учреждения «Центральный музей связи имени А. С. Попова» в Санкт-Петербурге, в наст. вр. главный хранитель Государственной коллекции знаков почтовой оплаты;
- Виктор Горбатко — генерал-майор, лётчик-космонавт СССР, дважды Герой Советского Союза, почётный президент Союза филателистов России (СФР)[4] Председатель Межгосударственного союза городов-героев и городов воинской славы[5];
- Борис Есенькин — генеральный директор торгового дома Библио-Глобус;
- Анатолий Карпов — президент Международной ассоциации фондов мира, член «Клуба Монте-Карло» (фр. Club de Monte-Carlo)[6], экс-чемпион мира по шахматам;
- Сергей Ткаченко — Заслуженный архитектор Российской Федерации, член-корреспондент Российской Академии Художеств, действительный член Академии архитектурного наследия, член Союза Архитекторов России;
- Владимир Фёдоров — представитель от законодательного органа государственной власти Республики Карелия в Совета Федерации Федерального Собрания РФ, член Комитета Совета Федерации по Регламенту и организации парламентской деятельности, председатель секции коллекционирования Сенаторского клуба.

#### Структура НАФ
НАФ имеет два региональных отделения — московское и санкт-петербургское. Московское отделение НАФ возглавляет первый зам. генерального директора издательского дома «Панорама» Кирилл Москаленко, а санкт-петербургское — вице-президент НАФ, генеральный директор издательства «Стандарт-Коллекция» Валерий Загорский.
В составе Академии действуют отделения:
- филателистическое,
- филокартическое,
- филонумизматическое,
- трейдерское.

Официальный печатный орган НАФ — журнал «Мир марок и монет» (до 2009 года «Мир марок»), являющийся зарегистрированным членом «Международной ассоциации издателей каталогов марок, альбомов марок и филателистических журналов» (ASCAT) и издающийся под патронатом Национальной комиссии РФ по делам ЮНЕСКО, при участии ФГУП «Почта России» и Сенаторского клуба Совета Федерации РФ.

#### Связи
В феврале 2008 года между Союзом филателистов России и НАФ подписан протокол о сотрудничестве, в рамках которого обе структуры оказывают взаимную помощь в организационном строительстве, проведении филателистических выставок, предоставляют свои издания для информирования филателистической общественности и т. д.
Людмила Бакаютова, Валерий Загорский и Андрей Стрыгин представляют филателию России в Европейской академии филателии (ЕАФ).

## Членство и задачи НАФ
По словам президента НАФ Андрея Стрыгина, в отличие от Союза филателистов, охватывающего коллекционеров почтовых марок и помогающего им в подготовке и организации филателистических экспозиций, Национальная академия филателии объединяет элиту национальных филателистов:
Не пройдя «курс учебы» в региональном отделении СФР, нечего и мечтать о членстве в Национальной академии филателии. Кто же может стать российским академиком от филателии? На этот вопрос нетрудно ответить: филателист, признающий устав НАФ, уплативший вступительный и регулярно вносящий годовые взносы, как это повсеместно принято, и имеющий солидный «послужной» филателистический список, т.е. имеющий высокие награды на национальных и международных выставках, опубликовавший ряд исследовательских филателистических работ.
Среди задач, которые перед собой ставит НАФ, следующие:
- Выработка общенациональной стратегии возрождения и развития массовой филателии;
- Популяризация филателии среди подрастающего поколения, привлечение молодежи в коллекционирование марок и стимулирование через филателию учебного процесса в образовательных заведениях;
- Создание Национального музея марки (по другой версии — Московского международного дома марки), где могли бы выставляться ныне закрытые для общественности коллекции из фондов Гознака;
- Укрепление дружеских и деловых контактов с коллегами за рубежом, и в первую очередь с Европейской академией филателии, «Клубом Монте-Карло» (элитарным клубом мировой филателии), Международной федерацией филателии (ФИП) и остальными филателистическими объединениями.

## Заметные акции

### Медаль Фаберже
Учреждена высшая награда НАФ — памятная медаль Агафона и Олега Фаберже. В течение первых трёх лет ею были награждены князь Монако Альбер II, председатель Совета Федерации РФ Сергей Миронов и генеральный директор ЮНЕСКО Коитиро Мацуура. Награждение одного отечественного или зарубежного кандидата производится ежегодно. Вручение медали происходит в торжественной обстановке в конце календарного года. Планируется, что этой медалью будут регулярно отмечаться деятели политики, науки, культуры и искусства за вклад в популяризацию и развитие филателии.

### Международный дом марки
Архитектурной мастерской Сергея Ткаченко, являюшегося членом Попечительского совета НАФ, разработан и одобрен проект Московского международного дома марки. Он задуман как клуб для коллекционеров, где, в числе прочего, впервые в России планируется организация лаборатории экспертизы знаков почтовой оплаты. Пока многим коллекционерам приходится обращаться за сертификатами подлинности предметов своих коллекций за границу. В Доме марки предусмотрены и аукционный зал, сеть профильных магазинов.

### Энциклопедия мира марок
Издан, в том числе в электронном виде, сборник «Энциклопедия мира марок» — первое просветительское издание под эгидой Национальной академии филателии. В энциклопедии содержатся:
- раздел филателистической географии,
- справочный материал о почтовых марках всех стран мира с 1840 года, когда появилась первая в мире почтовая марка,
- филателистический словарь,
- терминология и толкование филателистических терминов,
- рассказ о развитии филателии за полтора века.

К созданию энциклопедии с помощью анонса в журнале «Филателия» (декабрь 2006 года) была привлечена масса специалистов.